# Wallace Crossley

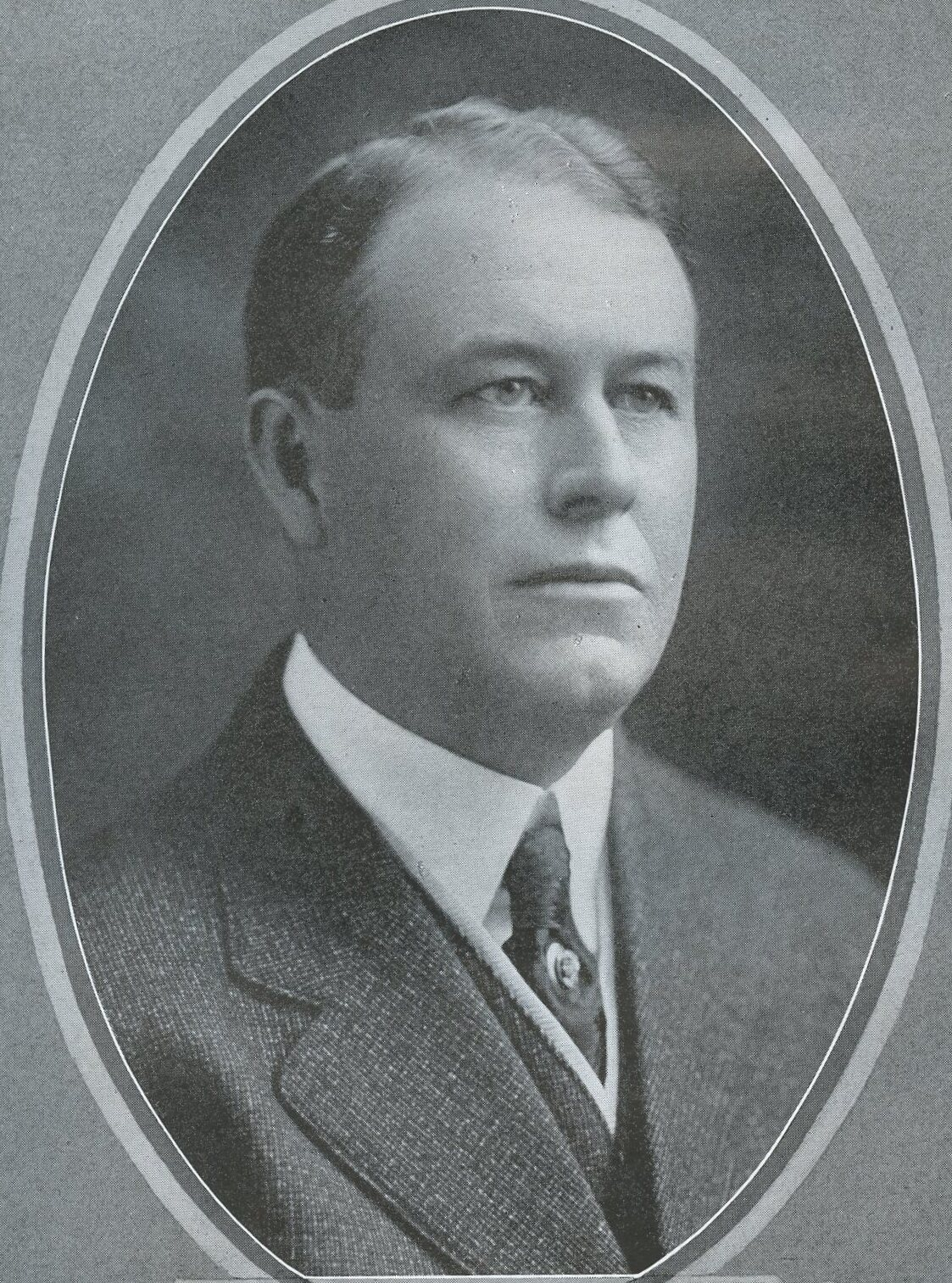

Wallace Crossley (* 4. Oktober 1874 in Bellair, Cooper County, Missouri; † 13. Dezember 1943 in Warrensburg, Missouri) war ein US-amerikanischer Politiker. Zwischen 1917 und 1921 war er Vizegouverneur des Bundesstaates Missouri.

## Leben
Wallace Crossley besuchte die Mexico High School in Missouri, das William Jewell College und die Missouri State University. Er war für einige Zeit in Mexico und in anderen Städten in Missouri als Lehrer tätig. Danach stieg er in das Zeitungsgeschäft ein und wurde Eigentümer und Herausgeber der Zeitung Johnson County Star. Außerdem war er finanziell am Warrensburg Star-Journal beteiligt. Politisch schloss er sich der Demokratischen Partei an. Zwischen 1905 und 1911 war er Abgeordneter im Repräsentantenhaus von Missouri; von 1913 bis 1917 saß er im Staatssenat. Schwerpunkte seiner Tätigkeit in beiden Kammern waren der Ausbau der Straßen, das Bildungssystem und das Gefängniswesen.
1916 wurde Crossley an der Seite von Frederick D. Gardner zum Vizegouverneur von Missouri gewählt. Dieses Amt bekleidete er zwischen dem 8. Januar 1917 und dem 10. Januar 1921. Dabei war er Stellvertreter des Gouverneurs und Vorsitzender des Staatssenats. In den Jahren 1922 und 1923 nahm er als Delegierter an einem Verfassungskonvent seines Staates teil. Er starb am 13. Dezember 1943 in Warrensburg.